# Edwardsiella (microbiologia)
Edwardsiella è un genere di batteri gram negativi appartenenti alla famiglia Hafniaceae. Questi batteri sono anaerobi facoltativi, bastoncellari e patogeni opportunisti.
Il batterio più importante del genere è Edwardsiella tarda, l'unico membro responsabile di malattie nell'uomo.